# Koźmin-Zachód (gromada)
Koźmin-Zachód – dawna gromada, czyli najmniejsza jednostka podziału terytorialnego Polskiej Rzeczypospolitej Ludowej w latach 1954–1972.
Gromady, z gromadzkimi radami narodowymi (GRN) jako organami władzy najniższego stopnia na wsi, funkcjonowały od reformy reorganizującej administrację wiejską przeprowadzonej jesienią 1954 do momentu ich zniesienia z dniem 1 stycznia 1973, tym samym wypierając organizację gminną w latach 1954–1972.
Gromadę Koźmin-Zachód z siedzibą GRN w mieście Koźminie (nie wchodzącym w skład gromady) utworzono 1 stycznia 1960 w powiecie krotoszyńskim w woj. poznańskim z obszarów zniesionych gromad: Borzęciczki i Mokronos w tymże powiecie.
W 1965 gromada miała 27 członków GRN.
1 stycznia 1970 do gromady Koźmin-Zachód włączono 43,56 ha z miasta Koźmin w tymże powiecie.
31 grudnia 1971 gromadę zniesiono, a jej obszar włączono do gromady Koźmin w tymże powiecie.